# 中嶋神社 (室蘭市)
中嶋神社（なかじまじんじゃ）は、北海道室蘭市にある神社。旧社格は村社。
神社に隣接して各種催しや講演会、宴会や結婚式場に利用されている蓬崍殿（ほうらいでん）がある。

## 祭神
- 天照皇大神（あまてらすすめおおかみ）
- 大国主神（おおくにぬしのかみ）
- 事代主神（ことしろぬしのかみ）

## 歴史
- 1887年（明治20年）、輪西に屯田兵第1次入植（110戸）。
- 1889年（明治22年）、屯田兵第2次入植（110戸）。
- 1890年（明治23年）、圓山（まるやま。現在の輪西町と東町の間で新日鉄住金球場の裏山[1]）に社殿を建立（「兵村社又圓山神社」）。
- 1895年（明治28年）、元開拓長官黒田清隆揮毫の神号奉納。
- 1897年（明治30年）、屯田兵の中隊本部が第7師団司令部に吸収移管[1]。跡地となる現在地（旧中島台）に遷座し「中嶋神社」と奉称。
- 1909年（明治42年）、北海道炭礦汽船輪西製鐵場（現在の新日鐵住金室蘭製鐵所）創業記念大国主神、事代主神鋳造像奉納。配神として奉斎。
- 1917年（大正6年）、供進指定村社に列格。
- 1939年（昭和14年）、社殿造営。
- 1977年（昭和52年）、神明造内宮型に造営。
- 1987年（昭和62年）、輪西屯田入植百周年記念慰霊祭執行。屯田記念誌発行。
- 1990年（平成2年）、境内整備と神社史を発行。

## 摂末社
輪西稲荷神社（わにしいなりじんじゃ）
宇迦之御魂神（うかのみたまのかみ）
佐田彦神（さたひこのかみ）
大宮能売神（おおみやのめのかみ）
厳島神社（いつくしまじんじゃ）
市杵島姫神（いちきしまひめのかみ）
田心姫神（たごりひめのかみ）
湍津姫神（たぎつひめのかみ）
相馬妙見神社（そうまみょうけんじんじゃ）
天御中主神稲荷神社（あめのみなかぬしのかみいなりじんじゃ）
宇迦之御魂神（うかのみたまのかみ）

## 祭事
例大祭
毎年8月4日・5日に開かれ、宵宮祭（4日）、本祭（5日）が行われて露店が軒を連ねる。また、境内にある室蘭市弓道場では「奉納弓道大会」（5日）なども行われる。

## 文化財
輪西屯田兵旧火薬庫（室蘭市指定有形文化財）
輪西屯田兵記念碑（室蘭市指定有形文化財）
輪西屯田兵関係資料（室蘭市指定民俗文化財）